# Cyanopsin
Cyanopsin (von altgriechisch κυανός kyanós „dunkelblau“) ist eine veraltete Bezeichnung für Sehpigmente. Als Cyanopsin wurde früher das in den Zapfen der Süßwasserfische und vieler Amphibien vorkommende, cyanfarbene Opsin bezeichnet. Das Chromophor dieses Sehfarbstoffs ist das 3,4-Dehydro-11-cis-Retinal; das Absorptionsmaximum liegt zwischen 620 nm beim Goldfisch und 625 nm beim Karpfen, womit die Tiere Licht aus dem weiten Rotbereich wahrnehmen. Meeresfische besitzen diesen Sehfarbstoff nicht.
Cyanopsine werden für das Farbsehen eingesetzt; die jeweils drei oder vier verschiedenen Farbstoffe sind in für unterschiedliche Wellenlängen von Licht empfindlichen Zapfen lokalisiert. Die Pigmente besitzen dabei immer dasselbe Chromophor, aber eine veränderte Proteinkomponente (Opsin).